# Castile (villa)
Castile es una villa ubicada en el condado de Wyoming en el estado estadounidense de Nueva York. En el año 2000 tenía una población de 1,051 habitantes y una densidad poblacional de 300 personas por km².

## Geografía
Castile se encuentra ubicada en las coordenadas 42°37′47″N 78°3′17″O / 42.62972, -78.05472.

## Demografía
Según la Oficina del Censo en 2000 los ingresos medios por hogar en la localidad eran de $34,519, y los ingresos medios por familia eran $42,019. Los hombres tenían unos ingresos medios de $31,290 frente a los $20,167 para las mujeres. La renta per cápita para la localidad era de $15,648. Alrededor del 9.3% de la población estaban por debajo del umbral de pobreza.